# Matías Dituro
Matías Ezequiel Dituro (Bigand, 8 maggio 1987) è un calciatore argentino, portiere dell'Elche.

## Palmarès

### Club

#### Competizioni nazionali
- Campionato boliviano: 1

Bolívar: Clausura 2017
- Campionato cileno: 4

Universidad Católica: 2018, 2019, 2020, 2021
- Supercopa de Chile: 2

Universidad Católica: 2019, 2020